# Heinrich Julius Blume (Instrumentenbauer)
Heinrich Julius Blume (geboren am 24. Juni 1770; gestorben am 22. Juni 1806 in Braunschweig) war ein Instrumenten- und Klavierbauer, der überwiegend Pianos und Cembalos nach englischer Art herstellte.

## Leben
Blume hatte, nach eigenen Angaben, bei einem Instrumentenbauer in London gearbeitet und lebte zunächst mindestens bis zum 20. Oktober 1796 in Wolfenbüttel, wo er ein „neues Fortepiano mit gutem Klang“ fertigte. Im Zeitraum zwischen 1796 und 1799 eröffnete er in Braunschweig eine Klavierfabrik. Für den Aufbau der Manufaktur gewährte ihm Herzog Karl Wilhelm Ferdinand eine finanzielle Unterstützung, um ein entsprechendes Gebäude zu erwerben. Am 17. August 1799 hatte er mit zwei Gesellen, Carl Becker und Johann Friedrich Göde, einen Vertrag über ihr Arbeitsverhältnis, ihre Entlohnung und Gewinnbeteiligung geschlossen. 1802 beschäftigte er bereits acht Mitarbeiter, zu denen unter anderem Johann Friedrich Remmert (um 1769 – 28. Februar 1823) und Heinrich Gerke gehörten. Gerke hatte er in der Instrumentenfabrik des Holzhändlers Quinze in London kennengelernt und als Gesellen in seinem Unternehmen eingestellt. 1808 wurde ein Flügel aus Mahagoni angeboten, der aus Blumes Produktion stammte.
Blume starb an einem Leberleiden und hinterließ eine Frau (geborene Hoffmann) und zwei minderjährige Töchter.
Nach seinem Tod wurde das Unternehmen weitergeführt. Johann Friedrich Remmert gab am 21. Februar 1810 bekannt, dass er Blumes Werkstatt verlassen habe, in der er seit 1799/1800 gearbeitet hatte und sich in der Knochenhauerstraße (Grundstücksnummer 517) selbständig gemacht habe. Mindestens zwei von Blumes Klavieren hatte der Organist und spätere Kapellmeister Gottlob Wiedebein erworben, der sie am 19. Januar („ein Blumsches Forte-Piano von F bis c“) und 6. April 1811 (ein Blumsches Forte-Piano in Mahagoni Kasten von f bis f) zum Wiederverkauf anbot.
In der Sammlung des Braunschweigischen Landesmuseums soll sich ein Instrument von Heinrich Julius Blume befinden oder 1993 befunden haben.
Johann Friedrich Göde war 1817 als Instrumentenbauer in der Güldenstraße Nr. 708 und Heinrich Gerke in der Reichenstraße Nr. 1129 gemeldet. Ein Eintrag für den musikalischen Instrumentenmacher Heinrich Julius Blume (1805 am Eiermarkt 455) findet sich 1817 nicht mehr. Im Jahr 1807 lautete der Eintrag im Adressbuch, „Blume, Witwe, Heinr. Julius, Fortepiano-Fabrik, Steinstr. 455“ (die Nummer 455 ist keine Hausnummer, sondern die Bezeichnung für das Grundstück).
Heinrich Julius Blume war ein Bruder des Blasinstrumentenbauers Johann Christian Blume, der zwölf Jahre lang in London tätig war und der kurzzeitig ebenfalls ab 1799 in Braunschweig lebte.